# John Walker (1732-1807)
Pour les articles homonymes, voir Walker et John Walker (homonymie).
John Walker (1732-1807) est un acteur, philologue et lexicographe anglais.
Né à Friern Barnet (dans le district londonien de Barnet), il se distingua surtout par la beauté de son élocution. 
Il fut d'abord acteur, puis, à partir de 1768, fit avec grand succès des cours de débit oratoire. Il composa des ouvrages qui devinrent classiques, entre autres :
- Éléments de l'élocution (1781),
- Dictionnaire critique de prononciation (1798), qui connut plus de quarante éditions.

## Source
Marie-Nicolas Bouillet  et Alexis Chassang (dir.), « John Walker » dans Dictionnaire universel d’histoire et de géographie, 1878 (lire sur Wikisource)